# Aurore Broutin

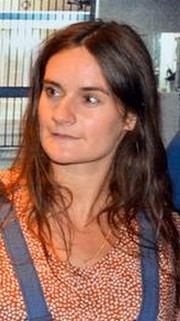
Aurore Broutin

Aurore Broutin (* 18. November 1982 in Dunkerque) ist eine französische Theater- und Filmschauspielerin.

## Leben
Aurore Broutin wurde in Paris zur Schauspielerin ausgebildet. Ab 2008 wurde sie als Theater- und Filmschauspielerin tätig. Seit 2010 ist sie auch als Casting Director tätig.
2019 spielte sie „Caroline Dougeron“ in der Netflix-Serie Marianne. Insgesamt wirkte sie in mehr als 35 Produktionen mit.

## Filmografie (Auswahl)
- 2008: L’Affaire Bruay-en-Artois
- 2010: Die Liebenden und die Toten (Les vivants et les morts, Serie, 8 Folgen)
- 2012: Camille – Verliebt nochmal! (Camille redouble)
- 2012: Augustine
- 2013: Tu seras un homme
- 2014: Bébé tigre
- 2016: Das Ende ist erst der Anfang (Les Premiers, les Derniers)
- 2018: Die Erscheinung (L’Apparition)
- 2019: Marianne (Serie, 8 Folgen)
- 2020: Sommer 85 (Été 85)
- 2020: Bis an die Grenze (Police)
- 2023: Nichts zu verlieren (Rien à perdre)
- 2024: Le Déluge. Der schwere Gang zur Guillotine (Le Déluge)
- 2025: Die Farben der Zeit (La venue de l’avenir)